# NGC 5559
NGC 5559 (другие обозначения — UGC 9166, MCG 4-34-17, ZWG 133.32, IRAS14169+2501, PGC 51155) — спиральная галактика с перемычкой (SBb) в созвездии Волопас.
Этот объект входит в число перечисленных в оригинальной редакции «Нового общего каталога».
В галактике вспыхнула сверхновая SN 2001co типа Ib/c, её пиковая видимая звездная величина составила 18,5.